# Suspenzija (hemija)
U hemiji, suspenzija je heterogeni fluid koji sadrži čvrste čestice koje su dovoljno velike da se mogu istaložiti. Obično moraju biti veće od 1 mikrometra. Čvrsta materija je raspršena u fluidu mehaničkim uticajem. Za razliku od koloida, suspenzija će se s vremenom sedimentirati. Primer suspenzija bi bio pesak u vodi. Čestice čvrste materije su vidljive mikroskopom. Koloidi i suspenzije se razlikuju od rastvora u kojima rastvorena materija ne postoji kao čvrsta materija, a rastvarač i rastvorak su homogeno pomešani.
Suspenzija tečnih čestica ili finih čvrstih čestica u vazduhu se naziva aerosol. U atmosferi se oni sastoje od finih čestica prašine i čađi, morske soli, biogenih i vulkanskih sulfata, nitrata i kapljica vode.
Suspenzije se klasifikuju na osnovu disperzione faze i disperzione sredine gde je ono prvo uobičajeno čvrsta materija, a drugo može biti čvrsta, tečna ili gasovita materija.
U modernim hemijskim industrijskim postrojenjima, visoko-tehnološke mešalice se koriste za stvaranje mnogih novih suspenzija.
Suspenzije su, s termodinamičkog gledišta, nestabilne, ali ipak mogu biti kinetički stabilne dugo vremena. Njihovo vreme sedimentacije mora biti precizno izmereno da bi se mogao osigurati najbolji kvalitet proizvoda. "Stabilnost suspenzije se očituje u njezinoj sposobnosti da odoleva promenama vlastitih svojstava tokom vremena." - D.J. McClements.

## Destabilizacijski fenomeni suspenzije
Destabilizacije suspenzije se mogu podeliti u dva glavna procesa:
1. Fenomen migracije - gde različitost gustina baze i raspršene materije dovodi do razdvajanja zbog uticaja gravitacije. Sedimentacija se događa ako je raspršena materija gušća od baze.
2. Fenomen povećanja veličine čestica - kada se raspršene čestice spajaju i dobijaju na zapremini. Tipovi ovog fenomena su: povratni i nepovratni (agregacija).[6][7]

### Homoagregacija naspram heteroagregacije
Kada se agregacija dogodi u suspenziji sastavljenoj od sličnih monodisperznih koloidnih čestica, proces se naziva homoagregacija (ili homokoagulacija). Kada dođe do agregacije u suspenziji koja se sastoji od različitih koloidnih čestica, misli se na heteroagregaciju (ili heterokoagulaciju). Najjednostavniji proces heteroagregacije nastaje kada se mešaju dve vrste monodisperznih koloidnih čestica. U ranim fazama mogu se formirati tri tipa dubleta
A + A → A2
B + B → B2
A + B → AB
Dok prva dva procesa odgovaraju homoagregaciji u čistim suspenzijama koje sadrže čestice A ili B, poslednja reakcija predstavlja stvarni proces heteroagregacije. Svaku od ovih reakcija karakterišu odgovarajući koeficijenti agregacije kAA, kBB, i kAB. Na primer, kada čestice A i B nose pozitivno i negativno naelektrisanje, respektivno, stope homoagregacije mogu biti spore, dok je brzina heteroagregacije brza. Za razliku od homoagregacije, brzina heteroagregacije se ubrzava sa smanjenjem koncentracije soli. Klasteri formirani u kasnijim fazama ovakvih procesa heteroagregacije su još razgranatiji od onih dobijenih tokom DLCA (d ≈ 1.4).
Važan poseban slučaj procesa heteroagregacije je taloženje čestica na podlogu. Rane faze procesa odgovaraju vezivanju pojedinačnih čestica za supstrat, koje mogu biti nalik na druge, mnogo veće čestica. Kasnije faze mogu odražavati blokiranje supstrata kroz odbojne interakcije između čestica, dok privlačne interakcije mogu dovesti do višeslojnog rasta, što se takođe se naziva i sazrevanjem. Ove pojave su relevantne za onečišćenje membrane ili filtera.

## Tehnika za praćenje fizičkih stabilnosti
Mnogostruko raspršenje svetlosti spregnuto s vertikalnim skeniranjem je najraširenija tehnika za praćenje stanja suspenzije, zato što prepoznaje i kvantifikuje fenomen destabilizacije. Koristi se na koncentriranim suspenzijama bez razređivanja. Kada svetlo prolazi kroz suspenziju, čestice čvrste materije odbijaju svetlost. Intezitet odbijene svetlosti je proporcionalan količini i volumenu čvrste materije u suspenziji. Dakle, lokalne promene u koncentraciji (sedimentacija) i globalne promene u koncentraciji (flokulacija i agregacija) se mogu pratiti i detektovati.

## Metode brzanja za predviđanje trajnosti suspenzije
Kinetički proces destabilizacije može biti dosta dug (čak i do nekoliko meseci ili godina za neke suspenzije) i često su potrebni katalizatori za ubrzavanje rastavljanja suspenzije da bi se postiglo kraće potrebno vrijeme za dizajn novog proizvoda. Termalne metode su najkorišćenije i funkcioniraju tako što povećaju temperaturu za ubrzavanje destabilizacije suspenzije (ispod kritične temperature potrebne za hemijsku degradaciju). Temperatura utiče ne samo na gustinu suspenzije nego i na površinski napon u slučaju nejonskih površina, ili uopšteno govoreći, na interakcije sila unutar sistema. Čuvanje suspenzije na visokim temperaturama simuliše uvete iz stvarnog života (npr. tuba kreme za sunčanje leti), ali i ubrzava proces destabilizacije do 200 puta.
Mehaničko ubrzanje uključuje vibracije, delovanje centrifugalne sile i mućkanje. Podvrgavaju suspenziju različitim silama, koje pritiskuju čestice, i tako pomažu u procesu razdvajanja. Neke se suspenzije nikada ne bi bile razdvojile pri normalnoj gravitaciji, stoga se koristi veštačka gravitacija. Štaviše, podela različitih čestica se vrši koristeći centrifugalnu silu i vibracije.

## Svakodnevni primeri
- Blato ili blatnjava voda,
- Brašno otopljeno u vodi, kao na slici na vrhu,
- Boja,
- Prah krede u vodi,
- Čestice prašine u vazduhu,
- Alge u vodi,
- Magla,
- Testo za kolače.

## Literatura
- Philip Sherman; British Society of Rheology (1963). Rheology of emulsions: proceedings of a symposium held by the British Society of Rheology ... Harrogate, October 1962. Macmillan.
- Nalwa, H.S., ур. (2000). Handbook of Nanostructured Materials and Nanotechnology. 5. New York, NY, USA: Academic Press. стр. 501—575.
- IUPAC (1997). „Emulsion”. Compendium of Chemical Terminology (The "Gold Book"). Oxford: Blackwell Scientific Publications. ISBN 978-0-9678550-9-7. doi:10.1351/goldbook.E02065. Архивирано из оригинала 10. 3. 2012. г.
- Aulton, Michael E., ур. (2007). Aulton's Pharmaceutics: The Design and Manufacture of Medicines (3rd изд.). Churchill Livingstone. стр. 92—97, 384, 390—405, 566—69, 573—74, 589—96, 609—10, 611. ISBN 978-0-443-10108-3.
- Troy, David A.; Remington, Joseph P.; Beringer, Paul (2006). Remington: The Science and Practice of Pharmacy (21st изд.). Philadelphia: Lippincott Williams & Wilkins. стр. 325–336, 886–87. ISBN 978-0-7817-4673-1.
- Friedman, Raymond (1998). Principles of Fire Protection Chemistry and Physics. Jones & Bartlett Learning. ISBN 978-0-87765-440-7.
- Philip Sherman; British Society of Rheology (1963). Rheology of emulsions: proceedings of a symposium held by the British Society of Rheology ... Harrogate, October 1962. Macmillan. ISBN 9780080102900.
- Handbook of Nanostructured Materials and Nanotechnology; Nalwa, H.S., Ed.; Academic Press: New York, NY, USA, 2000; Volume 5, pp. 501–575
- IUPAC (1997). „Emulsion”. Compendium of Chemical Terminology (The "Gold Book"). Oxford: Blackwell Scientific Publications. ISBN 978-0-9678550-9-7. doi:10.1351/goldbook.E02065. Архивирано из оригинала 2012-03-10. г.
- Joseph Price Remington (1990).  Alfonso R. Gennaro, ур. Remington's Pharmaceutical Sciences. Mack Publishing Company (Original from Northwestern University) (Digitized 2010). ISBN 9780912734040.
- McClements, David Julian (16. 12. 2004). Food Emulsions: Principles, Practices, and Techniques, Second Edition. Taylor & Francis. ISBN 978-0-8493-2023-1.
- Silvestre, M.P.C.; Decker, E.A.; McClements, D.J. (1999). „Influence of copper on the stability of whey protein stabilized emulsions”. Food Hydrocolloids. 13 (5): 419. doi:10.1016/S0268-005X(99)00027-2.
- Dickinson, Eric (1993).  Nishinari, Katsuyoshi; Doi, Etsushiro, ур. Food Hydrocolloids. Food Hydrocolloids: Structures, Properties, and Functions (на језику: енглески). Springer US. стр. 387—398. ISBN 9781461524861. doi:10.1007/978-1-4615-2486-1_61.
- Aulton, Michael E., ур. (2007). Aulton's Pharmaceutics: The Design and Manufacture of Medicines (3rd изд.). Churchill Livingstone. ISBN 978-0-443-10108-3.
- Troy, David A.; Remington, Joseph P.; Beringer, Paul (2006). Remington: The Science and Practice of Pharmacy (21st изд.). Philadelphia: Lippincott Williams & Wilkins. ISBN 978-0-7817-4673-1.
- Friedman, Raymond (1998). Principles of Fire Protection Chemistry and Physics. Jones & Bartlett Learning. ISBN 978-0-87765-440-7.
- Gregory, John (2009). „Monitoring particle aggregation processes”. Advances in Colloid and Interface Science. 147-148: 109—123. ISSN 0001-8686. PMID 18930173. doi:10.1016/j.cis.2008.09.003.
- Holthoff, Helmut; Schmitt, Artur; Fernández-Barbero, Antonio; Borkovec, Michal; Cabrerı́zo-Vı́lchez, Miguel ángel; Schurtenberger, Peter; Hidalgo-álvarez, Roque (1997). „Measurement of Absolute Coagulation Rate Constants for Colloidal Particles: Comparison of Single and Multiparticle Light Scattering Techniques”. Journal of Colloid and Interface Science. 192 (2): 463—470. Bibcode:1997JCIS..192..463H. ISSN 0021-9797. PMID 9367570. doi:10.1006/jcis.1997.5022.
- John Gregory (2006), Particles in water: properties and processes, Taylor & Francis,  1-58716-085-4
- John C. Crittenden, R. Rhodes Trussell, David W. Hand, Kerry J. Howe, George Tchobanoglous (2012), MWH's water treatment: principles and design, third edition, John Wiley & Sons,  978-0-470-40539-0
- Gooch, Jan W., ур. (2007-01-01). „Deflocculation”. Encyclopedic Dictionary of Polymers. Springer New York. ISBN 978-0-387-31021-3. doi:10.1007/978-0-387-30160-0_3313.
- Jin, Y-L.; Speers, R.A.. (1999). „Flocculation in Saccharomyces cerevisiae”. Food Res. Int. 31 (6–7): 421—440. doi:10.1016/S0963-9969(99)00021-6.
- Rivas, Javier; Prazeres, Ana R.; Carvalho, Fatima; Beltrán, Fernando (2010-07-14). „Treatment of Cheese Whey Wastewater: Combined Coagulation−Flocculation and Aerobic Biodegradation”. Journal of Agricultural and Food Chemistry. 58 (13): 7871—7877. ISSN 0021-8561. PMID 20557068. doi:10.1021/jf100602j. hdl:20.500.12207/540 .